# Geschlechtspapille
Als Geschlechtspapille oder Genitalpapille (lat. papilla „Warze“) bezeichnet man die Geschlechtsöffnung bei einigen Wirbeltieren. 
Die Geschlechtsöffnung der Fische liegt unmittelbar vor der Afterflosse auf einer leichten „Erhebung“ (Papille). Man bezeichnet die Geschlechtspapille auch als Urogenitalöffnung, da aus ihr sowohl Geschlechtsprodukte als auch der Harn entleert werden. Die Geschlechtspapille kann für die Unterscheidung des Geschlechts bei Fischen herangezogen werden, wobei diese je nach Art der Fische unterschiedlich ausgeprägt und geformt sind. Vor dem Fortpflanzungsvorgang verfärben und verändern sich bei einigen Spezies die Papillen. Während der Laichzeit verändert sich oft die Papille beim Weibchen und wird zu einer Art Röhre.
Bei Reptilien wird die zapfenförmige Mündung des Oviducts in die Kloake als Genitalpapille bezeichnet.